# Nožice
Nožice so naselje v Občini Domžale.